# Enge-Sande
Enge-Sande település Németországban, Schleswig-Holstein tartományban. Lakosainak száma 1141 fő (2023. december 31.).

## Népesség
A település népességének változása:
| Lakosok száma | 982  | 1090 | 1123 | 1132 | 1137 | 1141 |
|               | 1975 | 2017 | 2019 | 2021 | 2022 | 2023 |